# 덕원신학교
덕원신학교는 덕원 수도원에 딸린 신학교였다. 1921년 11월 1일 서울 혜화동에서 소신학교(小神學校)로 설립되어 1927년에 덕원군 부내면으로 이전하였다. 1949년 북한에 의하여 덕원 수도원과 함께 폐쇄되었다.